# Oddone (nome)
Oddone  è un nome proprio di persona italiano maschile.

## Varianti
- Maschili: Odone[2][3], Oddo[1][2][3][4], Odo[2], Ottone[1][2][3][4], Otto[2], Oto[2]
  - Alterati: Oddino[2], Odino[2], Ottorino[1][4], Otino[5]
  - Alterati femminili: Oddina[2], Odina[2], Odetta[2], Otina[5]

### Varianti in altre lingue
- Catalano: Otó[6], Ot[6], Otto[6]
  - Femminili: Oda[6]
- Ceco: Oto[4], Ota[4]
- Danese: Otto[4]
- Estone: Ott[4]
- Finlandese: Otto[4]
- Francese antico: Eudes[4]
- Germanico: Audo[1][4], Odo[1][4], Oto[1], Otto[1][4]
  - Femminili: Oda[4], Auda[4]
- Inglese: Otto[4]
  - Medio inglese: Ode[4]
- Islandese: Ottó[4]
- Norvegese: Otto[4]
  - Femminili: Oda[4]
- Olandese: Otto[4]
- Slovacco: Oto[4]
- Sorabo: Oto[4], Ota[4]
- Spagnolo: Otón[6], Oto[6]
  - Femminili: Oda[6]
- Svedese: Otto[4]
- Tedesco: Otto[4], Udo[7]
  - Femminili: Oda[4], Ute[4], Uta[8]
- Ungherese: Ottó[4]

## Origine e diffusione
Deriva dal nome germanico Audo o Odo, che era in origine un ipocoristico di altri nomi comincianti con l'elemento audha o od, che significa "ricchezza", "possesso", "potere", come Audomaro, Odoardo, Oberto, Odorico e Odoacre; dalla stessa radice deriva anche il nome Odilia.
Non sembra esservi alcuna correlazione diretta con il cognomen latino Otho, anche se spesso il nome personale è trascritto nella grafia latineggiante Otho (all'accusativo Othonem, cui si riallaccia soprattutto la forma "Ottone").
In Italia, il nome è giunto in due varianti principali, "Oddone" e "Ottone", dalla tradizione onomastica separata e in genere percepite come nomi diversi: 
- "Oddone" è una forma di matrice longobarda, risalente al latino medievale Odo o Oddo (al genitivo Odonis, Oddonis); dal caso nominativo viene la forma "Oddo", considerata desueta già negli anni Cinquanta, mentre "Oddone" deriva dai casi obliqui; la sua diffusione è dovuta principalmente al culto di sant'Oddone, abate di Cluny[1][2]
- "Ottone" risale a Oto od Otto (al genitivo Otonis, Ottonis, Othonis), una variante alamanna o bavara del nome; il suo uso è stato promosso dalla devozione verso sant'Ottone, vescovo di Bamberga, e fu un Leitname della dinastia ottoniana, che vide tre sovrani così chiamati governare anche sull'Italia[1][2]

A differenza dei paesi germanofoni, dove nella forma maschile Otto e femminile Ute è comunissimo, in italiano il nome è poco usato; è diffuso maggiormente nella forma Oddone (circa 2.400 occorrenze contro 1.100 di "Ottone", secondo dati raccolti negli anni Settanta), ed è attestato dal Nord fino alla Campania, con numeri più alti in Emilia-Romagna e nel Triveneto. In inglese, nel Medioevo, era diffuso nella variante Ode, da cui discende un cognome che ha dato origine al nome Otis.

## Onomastico
L'onomastico si può festeggiare in memoria di diversi santi, fra cui:
- 16 gennaio, sant'Ottone, frate francescano, martire con altri compagni in Marocco[1][12]
- 23 marzo, sant'Ottone Frangipane, eremita presso Ariano[12]
- 7 giugno, sant'Oddone, abate benedettino a Massay[12]
- 30 giugno, sant'Ottone, vescovo di Bamberga[12][13]
- 4 luglio, sant'Odo, detto "il Buono", vescovo di Canterbury[1][12]
- 7 luglio, sant'Oddone, vescovo di Urgell[1][12][14]
- 23 ottobre, santa Oda, duchessa consorte di Aquitania come moglie di Boggio[15]
- 18 novembre, sant'Oddone, abate di Cluny[1][6][14]
- 19 novembre, sant'Odone, abate presso Le Puy[12]
- 20 novembre, sant'Oddone, monaco a Lerino[12]

Con questi nomi si ricordano inoltre vari beati, alle date seguenti:
- 2 gennaio, beato Odino, abate di Roth[12]
- 14 gennaio, beato Oddone di Novara, monaco certosino presso Geirach (Slovenia) e poi cappellano a Tagliacozzo[14]
- 28 gennaio, beato Odone, ex soldato, poi monaco e abate benedettino a Corbie e quindi vescovo di Beauvais[12]
- 20 aprile, beata Oda o Odetta di Brabante, priora premonstratense nell'abbazia di Bonne-Espérance in Belgio[16]
- 30 maggio, beato Otto Neururer, sacerdote, martire a Buchenwald[12][13]
- 19 giugno, beato Oddone di Tournai, monaco benedettino, poi vescovo di Cambrai[12]
- 21 luglio, beato Oddino Barrotti, terziario francescano[17]
- 22 settembre, beato Ottone, monaco cistercense e vescovo di Frisinga[1][12][13]
- 3 ottobre, beato Ottone, cofondatore e primo abate dell'abbazia di Metten[12]
- 22 dicembre, beato Ottone da Tolosa, religioso mercedario, martirizzato a Costantinopoli sotto Bayezid II[12][13]
- 28 dicembre, beato Ottone di Heidelberg, sacerdote e monaco benedettino a Niederaltaich[1][18]

## Persone

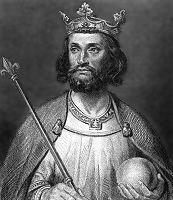
Oddone di Parigi

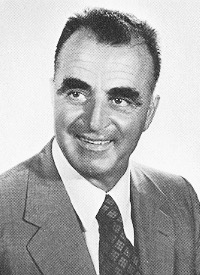
Oddo Biasini

- Oddone, conte di Parigi e re dei Franchi Occidentali
- Oddone, vescovo di Bayeux
- Oddone I, duca d'Aquitania e duca di Guascogna
- Oddone I, conte di Blois, di Chartres, di Châteaudun, di Tours, di Provins, e di Reims
- Oddone II, conte di Blois, di Chartres, di Châteaudun, di Tours, di Provins, di Reims, di Meaux e di Troyes
- Oddone di Cluny, abate francese
- Oddone di Savoia, conte di Savoia e conte d'Aosta e Moriana
- Oddone di Saint-Amand, Gran Maestro dell'Ordine dei Templari
- Oddone Pascale, pittore italiano
- Oddone Piazza, pugile italiano
- Oddone Tomasi, pittore e incisore italiano

### Variante Oddo
- Oddo Biasini, politico, partigiano e insegnante italiano
- Oddo degli Oddi, letterato e medico italiano
- Oddo Fortebraccio, condottiero italiano
- Oddo Marinelli, avvocato, politico e giornalista italiano
- Oddo Stocco, presbitero italiano

### Variante Odo

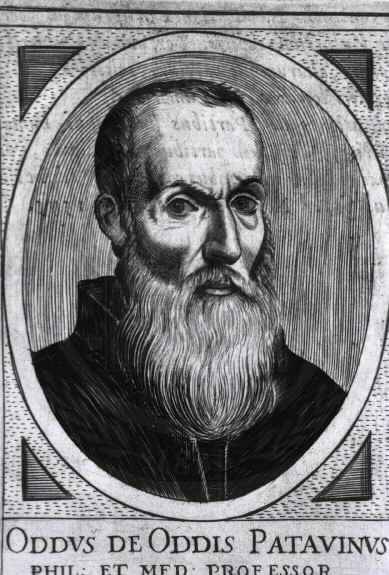
Oddo degli Oddi

- Odo da Arezzo, compositore italiano
- Odo Casel, religioso e teologo tedesco
- Odo delle Colonne, poeta italiano
- Odo Fusi Pecci, vescovo cattolico italiano
- Odo Marquard, filosofo tedesco
- Odo Spadazzi, politico e imprenditore italiano
- Odo van Maelcote, scienziato e matematico belga

### Variante Ottone
- Ottone di Baviera, Re di Baviera

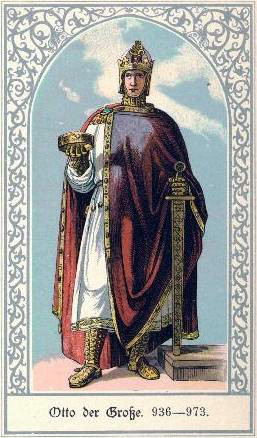
Ottone I di Sassonia

- Ottone I di Borgogna, conte di Borgogna e conte di Lussemburgo
- Ottone I di Brandeburgo, secondo Margravio di Brandeburgo
- Ottone IV di Brunswick, re di Germania e imperatore del Sacro Romano Impero
- Ottone di Frisinga, vescovo e cronista tedesco
- Ottone di Grecia, principe di Baviera e re di Grecia
- Ottone I di Sassonia, duca di Sassonia, re di Germania e imperatore del Sacro Romano Impero
- Ottone II di Sassonia, duca di Sassonia, re di Germania e imperatore del Sacro Romano Impero
- Ottone III di Sassonia, re d'Italia e di Germania e imperatore del Sacro Romano Impero
- Ottone Bacaredda, giurista, scrittore e politico italiano
- Ottone Brentari, geografo, storico, giornalista e politico italiano
- Ottone Frangipane, religioso italiano
- Ottone Orseolo, doge veneziano
- Ottone Penzig, botanico e ricercatore scientifico tedesco naturalizzato italiano
- Ottone Rosai, pittore italiano
- Ottone Visconti, arcivescovo cattolico italiano

### Variante Otto
- Otto Dix, pittore tedesco

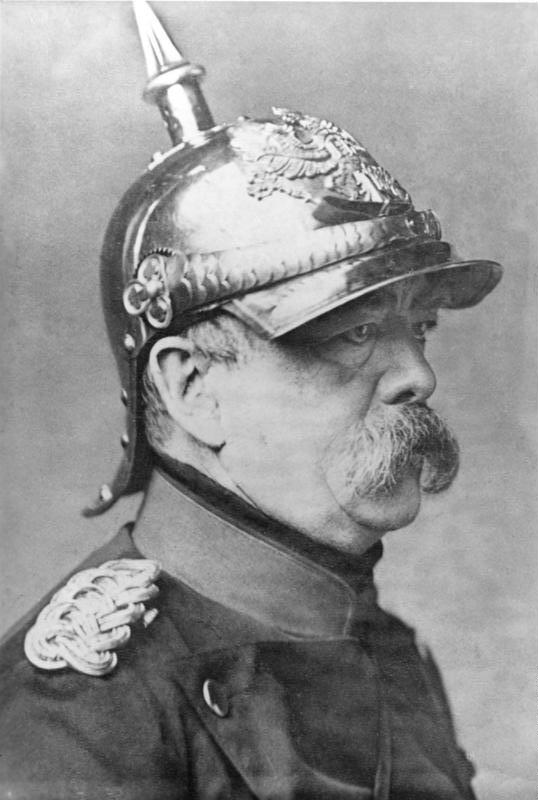
Otto von Bismarck

- Otto Neurath, sociologo, economista e filosofo austriaco
- Otto Preminger, regista, produttore cinematografico e attore austriaco naturalizzato statunitense
- Otto Rehhagel, calciatore e allenatore di calcio tedesco
- Otto von Bismarck, politico tedesco
- Otto Wagner, architetto e urbanista austriaco

### Variante Udo
- Udo Beyer, atleta tedesco

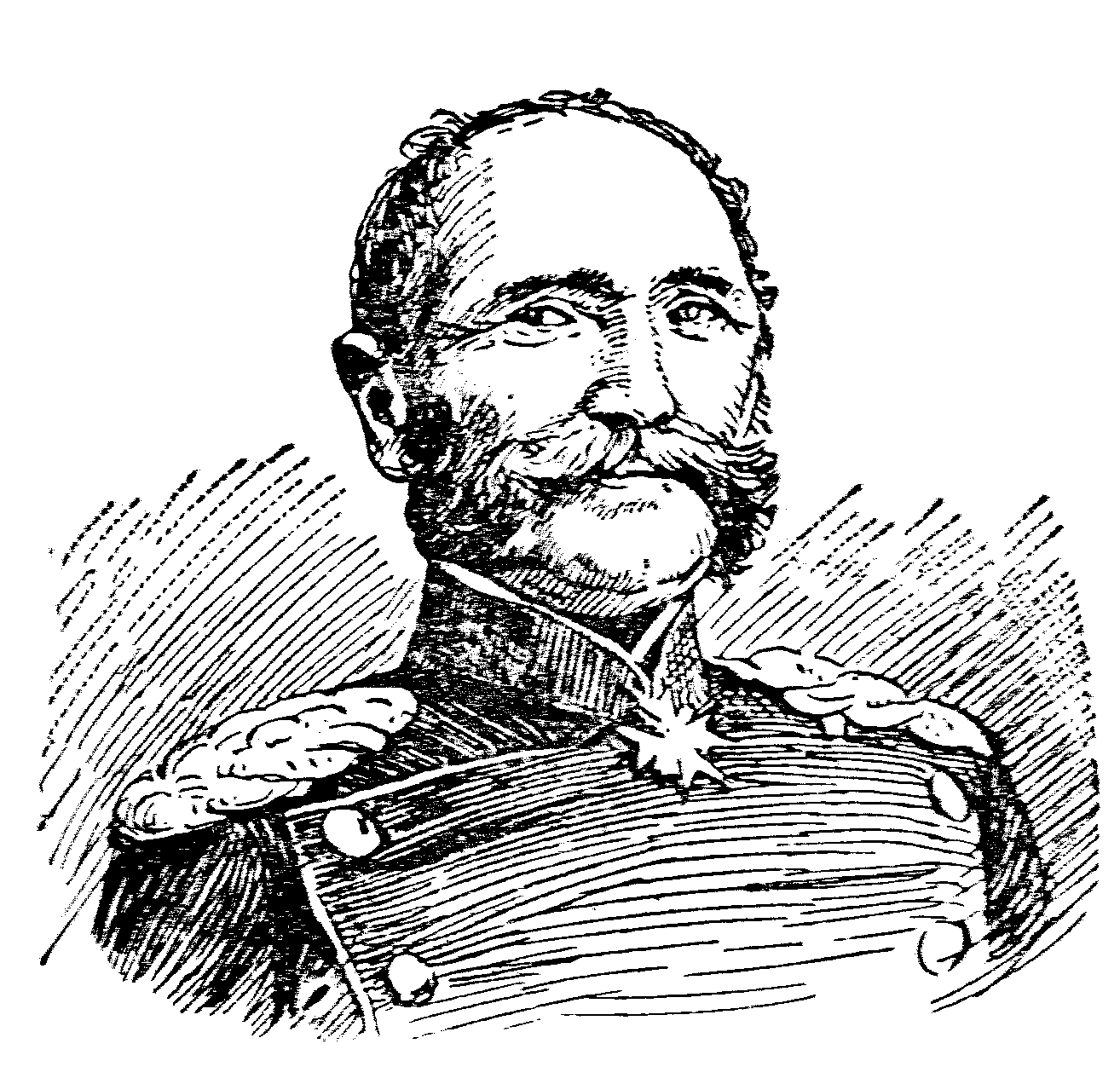
Udo von Tresckow

- Udo Bölts, ciclista su strada e dirigente sportivo tedesco
- Udo Jürgens, cantante e attore austriaco
- Udo Kier, attore tedesco
- Udo Lindenberg, cantante, scrittore e pittore tedesco
- Udo von Tresckow, generale prussiano

### Altre varianti maschili
- Odone Belluzzi, ingegnere italiano
- Ottó Bláthy, ingegnere e inventore ungherese
- Otino Luna, editore e tipografo italiano
- Oddino Morgari, politico e giornalista italiano

### Variante femminile Oda

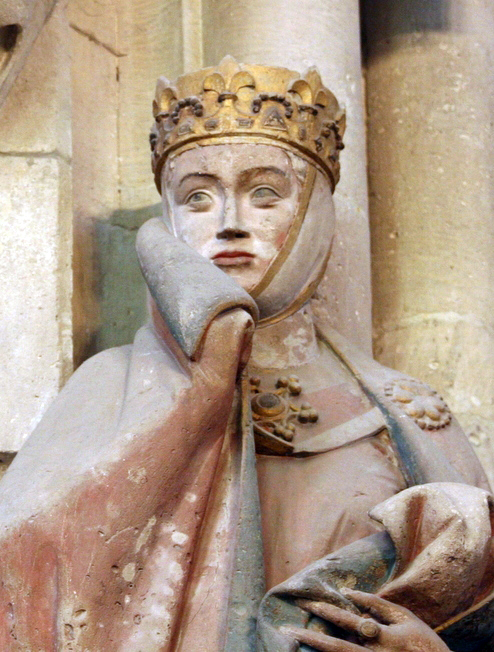
Uta di Ballenstedt

- Oda di Haldensleben, duchessa di Polonia
- Oda di Sassonia, regina di Lotaringia e duchessa di Franconia
- Oda Alstrup, attrice danese
- Oda Spelbos, attrice olandese

### Variante femminile Uta
- Uta di Ballenstedt, margravia di Meissen
- Uta Franz, attrice austriaca
- Uta Kargel, attrice tedesca
- Uta Pippig, maratoneta e mezzofondista tedesca
- Uta Ranke-Heinemann, scrittrice e teologa tedesca

### Variante femminile Ute
- Ute Christensen, attrice tedesca
- Ute Freudenberg, cantante tedesca
- Ute Geweniger, nuotatrice tedesca

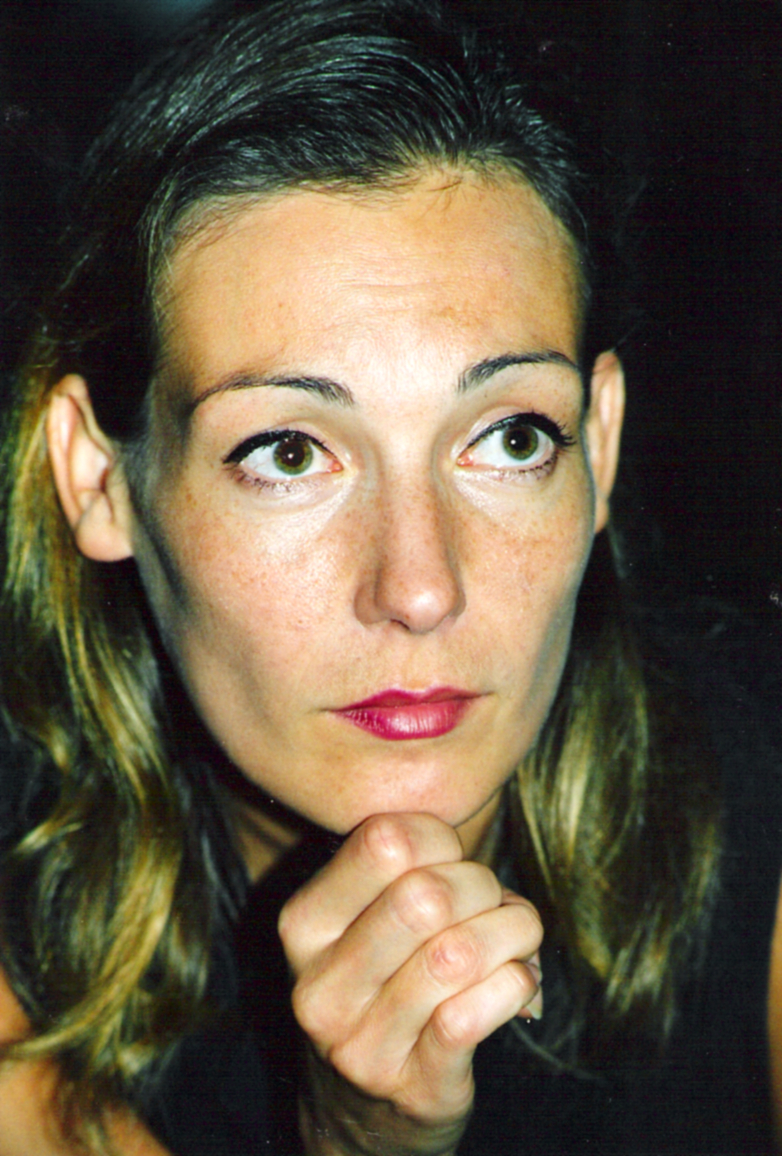
Ute Lemper

- Ute Lemper, cantante e attrice tedesca
- Ute Willing, attrice tedesca

## Il nome nelle arti
- Odo è un personaggio della serie televisiva Star Trek - Deep Space Nine.
- Otto Marvuglia (nome d'arte di Pasquale Marvuglia) è il protagonista della commedia La grande magia di Eduardo De Filippo.
- Oda Mae Brown è una delle protagoniste del film Ghost - Fantasma